# ميغ كيلي
ميغ كيلي (بالإنجليزية: Meg Kelly)‏ هي كاتبة سيناريو أمريكية، ولدت في 7 ديسمبر 1959.

## وصلات خارجية
- ميغ كيلي على موقع IMDb (الإنجليزية)
- ميغ كيلي على موقع قاعدة بيانات برودواي على الإنترنت (الإنجليزية)